# Копа (Северо-Казахстанская область)
Копа (каз. Қопа) — упразднённое село в Айыртауском районе Северо-Казахстанской области Казахстана. Ликвидировано в 2019 г. Входило в состав Володарского сельского округа. Код КАТО — 593230600.

## История
До 2013 года село входило в состав упразднённого Жетыкольского сельского округа.

## Население
В 1999 году население села составляло 169 человек (113 мужчин и 56 женщин). По данным переписи 2009 года в селе проживало 32 человека (19 мужчин и 13 женщин).